# Changium angustilobum
Changium angustilobum är en flockblommig växtart som beskrevs av P.K.Mukh. och Kljuykov. Changium angustilobum ingår i släktet Changium och familjen flockblommiga växter. Inga underarter finns listade i Catalogue of Life.